# Maria Anfruns Torres
Maria Anfruns Torres (Cornellà de Llobregat, 1889 - Cornellà de Llobregat, 1965) fou una escriptora relacionada amb el tradicionalisme. També és coneguda com a Maria Anfruns de Gelabert. Casada amb Eduard Gelabert i Fiet, secretari del jutjat de Cornellà de Llobregat i historiador local aficionat.

## Biografia
Maria Anfruns de Gelabert -nom amb què era coneguda- era una dona de fortes conviccions religioses, membre actiu de nombroses associacions pietoses de Cornellà de Llobregat de les quals també participava la seva família. Així per exemple, en l'esquela publicada arran de la mort del seu fill Romà, se'l defineix com a «Congregante de la Inmaculada y de San Luis Gonzaga» (La Vanguardia, 7 agost 1929, p. 2).
Pertanyia a l'elit econòmica, social i cultural de la ciutat com reflecteixen els diaris de l'època (La Vanguardia, 8 desembre 1922, p. 18) i es relacionà amb il·lustres famílies barcelonines que estiuejaven a la ciutat, com la del poeta Joan Maragall, propietària de la masia Can Maragall, per exemple.
Casada amb el també cornellanenc, Eduard Gelabert i Fiet (1886-1973), secretari del jutjat de Cornellà, historiador local aficionat i autor de l'obra Cornellà de Llobregat: historia, arqueologia i folklore, tingué tres fills, l'esmentat Romà (1914-1929), Pere (1921-1934) i Filomena (s. d.).
El seu arrelament a la tradició i al territori s'observa en la faceta de puntaire, en la qual hi destacà. El Diccionario geográfico-estadístico-histórico de España y sus posesiones de ultramar de Pascual Madoz (1948) ja assenyala que la indústria de Cornellà es basa en "un molino harinero, y la fabricación de blondas en la que se ocupan las mujeres". En qualitat de blondista, Maria Anfruns participà en una de les manifestacions més importants, l'Exposició de puntes al coixí típiques del Pla del Llobregat, celebrada a Sant Boi de Llobregat els dies 12, 13 i 14 d'abril de 1936, la qual acollí puntaires arribades d'arreu del país.
La progressiva incorporació de la dona a la vida social i política del país durant el primer terç del segle xx és visible també en el camp de la literatura. Una àmplia nòmina d'escriptores aprofiten el ressò que dona la participació en certàmens literaris i publiquen relats, novel·les i poemes en premsa com el diari La Veu de Catalunya, Feminal i La dona catalana. Les dues darreres s'adreçaven específicament a les dones des de posicions ideològiques enfrontades. Si la primera, dirigida per l'escriptora Carme Karr, es convertí en un símbol de la lluita pel reconeixement dels drets de les dones, la segona, subtitulada Revista de modes i de la llar, proposava un model de dona conservadora catalanista.
D'aquest ambient d'efervescència literària femenina participa na Maria, tot i que en un to menor. Així, la trobem com a dama d'honor dels Jocs Florals locals en l'edició de 1908 i com a guanyadora de l'Englantina i dos premis més en els celebrats el 1919 pels poemes «Els Nicolaus», «Al gaiter del Llobregat» (pseudònim del poeta Joaquim Rubió i Ors) i «Elogi a la muntanya». Uns anys més tard, dos poemes seus són publicats a La Veu de Catalunya i, com no podia ser d'altra manera ateses les seves creences, a La dona catalana: «El petó del vespre» (La Veu de Catalunya, 13-III-1923; La Dona Catalana, núm. 102 16-IX-1927) i «Tardor» (La Dona Catalana, núm. 120, 20-I-1928). Escrgué també teatre, representat en escenaris locals, i publicà diversos poemaris de temàtica popular i folklòrica.